# Crézières
Crézières är en kommun i departementet Deux-Sèvres i regionen Nouvelle-Aquitaine i västra Frankrike. Kommunen ligger i kantonen Chef-Boutonne som tillhör arrondissementet Niort. År 2018 hade Crézières 40 invånare.

## Befolkningsutveckling
Antalet invånare i kommunen Crézières
| Referens: INSEE |